# Johannes Arnoldus Sicco Holland
Johannes Arnoldus Sicco Holland (Den Ham, 13 februari 1906 - 19 mei 1984)
was een Nederlands burgemeester.
Johannes Arnoldus Sicco Holland studeerde rechten in Utrecht en Leiden, waar hij in 1933 afstudeerde. Hij was een zoon van de predikant Coenraad Bernardus Holland (1878-1948) en Gerharda Willemina Oosterhuis (1882-1936).  Hij huwde op 21 juni 1935 met Cornelia Anna van der Meer (1909-1985). Op 1 januari 1935 werd hij benoemd tot gemeentesecretaris van Lexmond. Per 1 december 1937 werd hij benoemd tot burgemeester van Benthuizen en van Moerkapelle. Nadat op 1 september 1941 de gemeenteraden buiten werking waren gesteld, kreeg hij op zijn verzoek per 15 november van dat jaar eervol ontslag als burgemeester. Hij overleed in mei 1984 en werd begraven te Leusden.